# Nagroda Saturn
Saturn (ang. Saturn Award) – nagroda filmowa przyznawana przez Academy of Science Fiction, Fantasy and Horror Films dla uhonorowania najlepszych dzieł filmowych z gatunków: science fiction, fantasy i horror. Przyznawana jest od 1973.

## Kategorie

### Film
- Najlepszy film animowany (Best Animated Film)
- Najlepszy film akcji/przygodowy/thriller (Best Action/Adventure/Thriller Film)
- Najlepszy film fantasy (Best Fantasy Film)
- Najlepszy horror (Best Horror Film)
- Najlepszy film science fiction (Best Science Fiction Film)
- Najlepszy aktor (Best Actor)
- Najlepsza aktorka (Best Actress)
- Najlepszy młody aktor/aktorka (Best Performance by a Younger Actor)
- Najlepszy aktor drugoplanowy (Best Supporting Actor)
- Najlepsza aktorka drugoplanowa (Best Supporting Actress)
- Najlepsza reżyseria (Best Direction)
- Najlepszy scenariusz (Best Writing)
- Najlepsze efekty specjalne (Best Special Effects)
- Najlepsze kostiumy (Best Costume)
- Najlepsza charakteryzacja (Best Make-up)
- Najlepsza muzyka (Best Music)

### Telewizja
- Najlepszy serial telewizyjny (Best Network Television Series)
- Najlepszy serial telewizji kablowej (Best Syndicated/Cable Television Series)
- Najlepsza prezentacja telewizyjna (Best Television Presentation)
- Najlepszy aktor telewizyjny (Best Actor on Television)
- Najlepsza aktorka telewizyjna (Best Actress on Television)
- Najlepszy drugoplanowy aktor telewizyjny (Best Supporting Actor on Television)
- Najlepsza drugoplanowa aktorka telewizyjna (Best Supporting Actress on Television)